# Harvey Weinstein
Harvey Weinstein (* 19. března 1952 New York) je bývalý americký filmový producent, který se svým bratrem Bobem založil roku 1979 filmovou společnost Miramax, jež produkovala filmy jako Pulp Fiction: Historky z podsvětí, Zamilovaný Shakespeare, Sex, lži a video a další. Poté, co Weinstein opustil Miramax, založil 10. března 2005 spolu se svým bratrem Bobem další společnost s názvem „The Weinstein Company“, která funguje jako filmové studio. Spolu s Bobem byl předsedou této společnosti v letech 2005 až 2017.
Společnost opustil v roku 2017, když ho více žen obvinilo ze sexuálního obtěžování.

## Život
Weinstein se narodil 19. března 1952 v New Yorku rodině Maxe Weinsteina (brusiče diamantů) a Miriam. Jeho rodina byla židovského původu a prarodiče byli polští imigranti. Vyrůstal v rodině spolu se svým bratrem Bobem Weinsteinem. Absolvoval střední školu John Bowne High School a univerzitu v Buffalo. Weinstein byl dvakrát ženatý. V roce 1987 se oženil se svou asistentkou Eve Chiltonovou, se kterou se rozvedl v roce 2004. Měli spolu 3 dcery: Remy (dříve Lily) se narodila v roce 1995, Emma v roce 1998 a Ruth v roce 2002. V roce 2007 si vzal anglickou designérku módy a herečku Georginu Chapmanovou. Měli spolu dceru Indii Pearl, která se narodila v roce 2010, a syna Dashiella, který se narodil v roce 2013. V říjnu 2017 Chapmanová prohlásila, že kvůli aféře týkající se sexuálního obtěžování Weinsteina opustí.

## Aféra sexuálního obtěžování
Na podzim 2017 se začaly objevovat informace o tom, že se Weinstein dlouhodobě dopouštěl sexuálního zneužívání žen. Na odkrytí této aféry se velkou měrou podílel americký právník, novinář a bývalý vládní poradce Ronan Farrow. Za svou investigativní reportáž obdržel Pullitzerovu cenu. Ronan Farrow k tomu sám poznamenal, že charakteristické pro Weinsteinovu kauzu bylo tiché mlčení o něčem, o čem hodně lidí vědělo. K 31. říjnu 2017 se přihlásilo více než 80 žen, které obvinily Weinsteina ze sexuálního obtěžování. Tato obvinění spustila kampaň sociálních médií „#MeToo“ a bylo zveřejněno mnoho podobných obvinění ze sexuálního zneužívání ze strany dalších „mocných“ mužů po celém světě. Tyto následky se nazývají „Weinsteinův efekt“. 25. května 2018 byl Weinstein zatčen v New Yorku, obviněn ze znásilnění a dalších trestných činů a propuštěn na kauci.
V listopadu 2017 si Weinstein najal soukromé bezpečnostní služby, aby zajistily informace o ženách a novinářích, kteří se zabývají jeho případem. Dle několika desítek stran dokumentů a 7 lidí, kteří byli přímo zapojeni do nabídky, Weinstein najal firmu Kroll, jednu z největších soukromých špionážních agentur, a Black Cube (Černá kostka), kterou vede bývalý důstojník Mossadu. Společnost Black Cube měla zastavit zveřejnění aféry a obdržela za to 1,3 mil USD. Weinstein osobně dohlížel na zjištěné poznatky, které tyto agentury získaly. Další podrobné detaily např. o zapojení osoby Stella Penn Pechanecová alias Diana Filipová alias Ana ze smyšlené firmy Reuben Capital Partners ve prospěch Weinsteina.
Seznam konkrétních jmen žen, které Weinsteina obvinily a konkrétních činů viz:  Kompletní listina s 87 publikovanými jmény žen viz: 
Na reportáži o Weinsteinovi spolupracoval také Rich Mc Hugh z NBC News. Tato stanice se rozhodla aféru Weinstein nepublikovat a rozhodnutí padlo z nejvyšších míst NBC.
V únoru 2018 spáchala sebevraždu Jill Mesicková, která mj. pracovala jako manažerka herečky Rose McGowanové (jedné z žen, která Weinsteina obvinila) a následně začala pracovat ve filmovém studiu Miramax pod vedením Harveyho Weinsteina.
Anthony Bourdain v červenci 2018 vyjádřil plnou podporu obětem Harvey Weinsteina. V posledním rozhovoru (byl publikován až po jeho smrti) se Anthony Bourdain vyjadřoval o Harveym Weinsteinovi. Jeho přítelkyní byla Asia Argentová, italská herečka, která obvinila Harvey Weinsteina jako jedna z prvních žen ze sexuálního obtěžování.
Na konci roku 2019 Weinstein dosáhl dohody s více než třiceti ženami, které ho obvinily, o vyplacení celkem 25 milionu dolarů (v danou dobu v přepočtu 570 milionů korun) za stažení jejich žalob. Sám Weinstein by podle dohody nic nezaplatil, vše by pokryly pojišťovny na základě smluv s Weinsteinovými firmami.
V roce 2020 byl odsouzen k trestu odnětí svobody ve výši 23 let za sexuální útok a znásilnění. V roce 2024 rozsudek zrušil odvolací soud. V roce 2023 mu byl ale udělen šestnáctiletý trest odnětí svobody v jiném případu znásilnění. V červnu 2025 jej porota uznala vinným i v případě, za nějž byl odsouzen již v roce 2020.